# Барргейвен
Баррхейвен — приміський район на південний захід від центральної частини міста Оттава, Онтаріо, Канада, приблизно в 17 км від міського центру. До злиття з Оттавою в 2001 Барргейвен був частиною міста Ніпін. Населення, згідно з переписом 2016 року, становило 87 234 особи.

## Географія
Кордони Барргейвена приблизно визначаються так: північ — Зелений пояс, схід — річка Рідо, захід — автомагістраль 416, південь — нова забудова Half Moon Bay вздовж Cambrian Rd на південь від річки Джок. Район ділиться по діагоналі на дві приблизно рівні частини залізничними коліями CN. Барргейвен оточений сільськими районами та сільськогосподарськими угіддями, за винятком зростаючого кварталу Ріверсайд Південь через річку Рідо. Прямо на південь від Барргейвена знаходиться приміське містечко Манотик.

## Історія

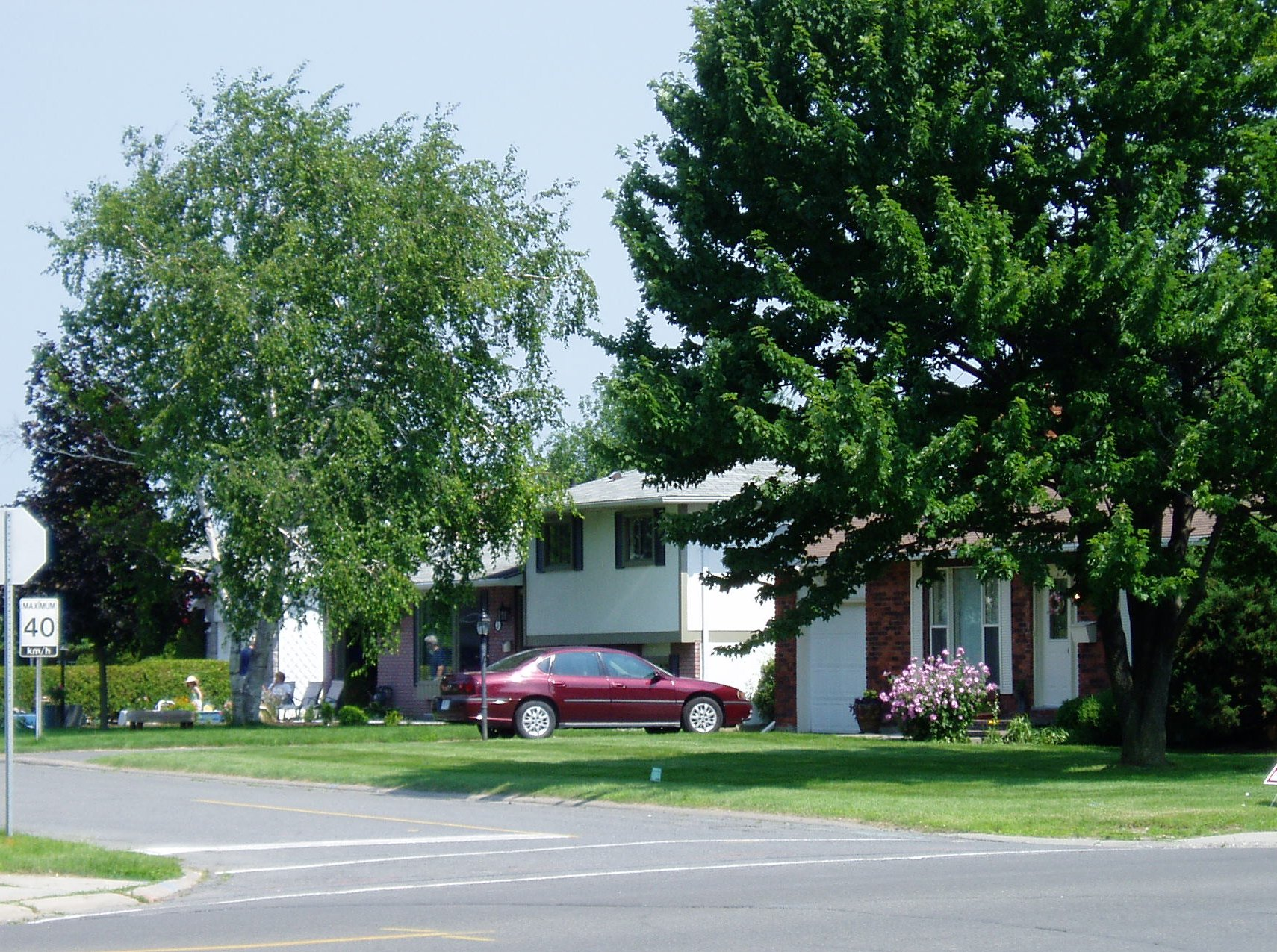
Одна із старих частин Барргейвена на Ларкіні

Землі, де зараз знаходиться Барргейвен, тривалий час населяли аборигени-алгонкіни. У ХІХ столітті ця територія була заселена фермерами.
Стара Барргейвенська школа була збудована у 1906 році. У 1911 році компанія «Північна залізниця Канади» проклала через цей район залізничну лінію з Оттави до Торонто, з вузловою станцією Fallowfield (недалеко від перетину вулиць Strandherd Dr та Cedarview Rd, нині закрита). Після багаторічної перерви пасажирські залізничні перевезення були відновлені восени 2002 через нову станцію Fallowfield, розташовану на перетині Fallowfield Road та Woodroffe Avenue.
Сучасний Барргейвен почав розвиватися в 1960-х роках серед групи нових передмість, побудованих за межами Зеленого пояса Оттави. Забудову розпочав Мел Барр, на честь якого названо один із кварталів. Барр спочатку купив ферму площею 200 акрів (0.81 км²) із наміром побудувати іподром. Однак далі на сході вже знаходився Rideau Carleton Raceway, тому в кінцевому рахунку, натомість Барр вирішив використати свою землю для житлової забудови. У 1968-69 рр. було збудовано першу школу в районі.
Барргейвен згодом швидко розрісся до передмістя населенням у кілька десятків тисяч людей. При цьому комерційна інфраструктура зростала набагато повільніше за темпи житлової забудови. В 1990 район обслуговувався одним продуктовим магазином, в ньому не було кінотеатру і навіть бару. Ситуація змінилася з відкриттям 1991 року великого торговельного комплексу Barrhaven Town Center та невеликих комерційних закладів, а також кількох невеликих торгових центрів. У 1990-х роках до району також переїхали кілька високотехнологічних компаній (такі, як JDS Uniphase та Nortel). У 1998 році в цьому районі відкрилася перша середня школа ім. Матері Терези (католицька), 1999 року — середня школа імені Джона МакКрея (публічна), 2002 р. середня школа Святого Йосипа (католицька). У вересні 2009 року відкрилася середня школа Лонгфілдс-Девідсон Хайтс (державна). У 2011 році відкрито франкомовну католицьку школу École Pierre-Savard.

## Характеристика

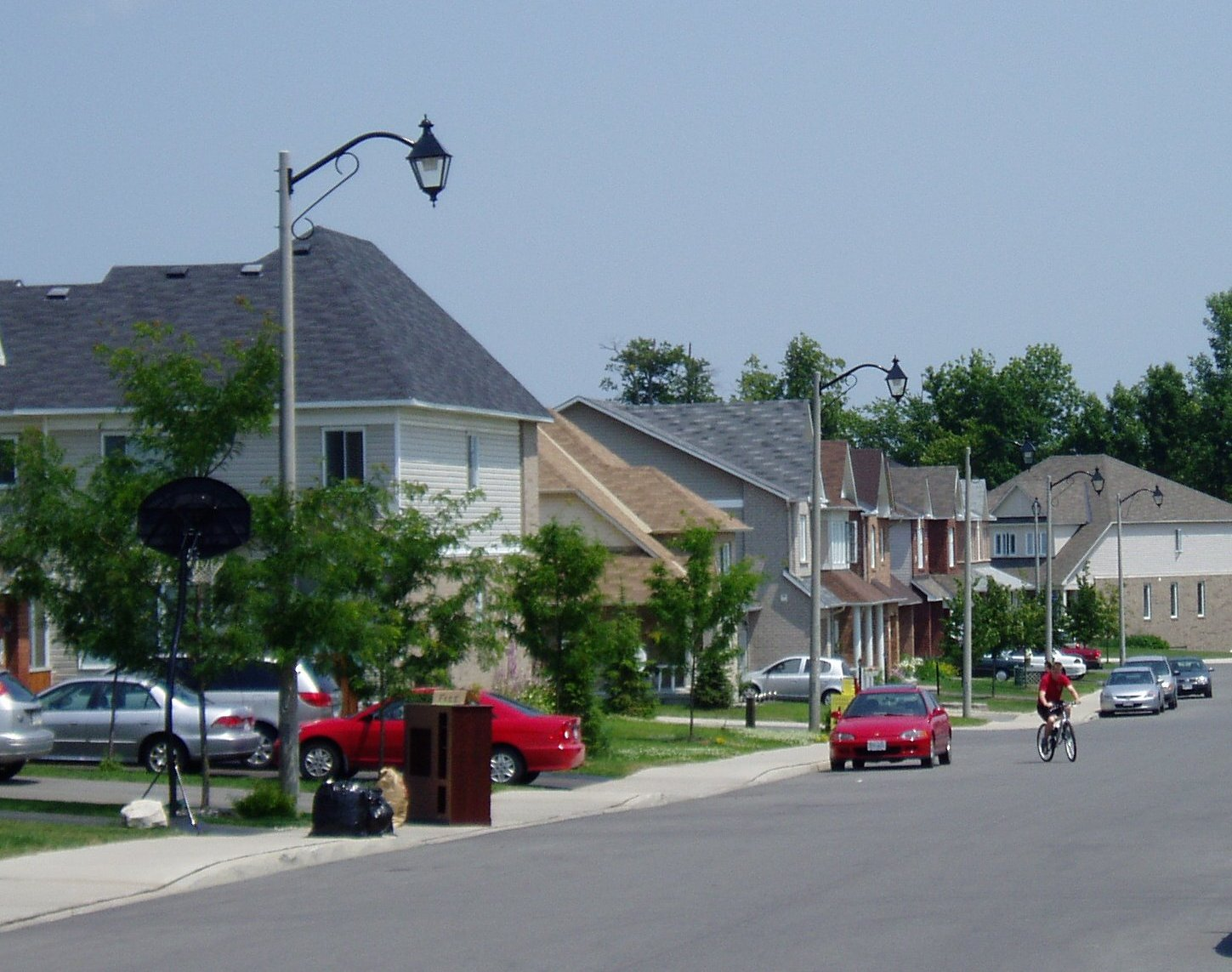
Квартал Девідсон-Хайтс у Барргейвені

Оскільки Барргейвен був забудований за досить короткий час, він виглядає досить одноманітно, враховуючи його величезний розмір на мапі Оттави. Більшість будинків — приватні. У старіших частинах Барргейвена вулиці криволінійні і не утворюють сітки, як у старих частинах Оттави.

## Популярна культура
У 2010-х роках на Youtube з'явилося кілька гумористичних роликів (Come to my party in Barrhaven, його продовження і пародії), де обігрувалося «занадто віддалене» положення Барргейвена від центру, що створювало масу непереборних перешкод для запрошення друзів на вечірку у цей район.
Станом на 2025 р. ці ролики вже сприймаються як частково неактуальні. Населення Барргейвена значно зросло, там відкрилося багато торговельних центрів і ресторанів, а 2-а лінія оттавського метро (O-Train) підійшла досить близько до району (від кінцевої станції Limebank до Барргейвена можна дістатися на автобусі).